# Per Lindvall
Harald Per-Erik Lindvall, född 2 november 1959 i Sala, är en svensk trumslagare. Han är bror till basisten Sven Lindvall och trumpetaren Leif Lindvall.
Per Lindvall startade sin karriär vid 13 års ålder. Han har arbetat som studiomusiker och på turnéer för de flesta skandinaviska artister samt även i många internationella sammanhang.  Som 20-åring började han samarbeta med Björn Ulvaeus och Benny Andersson, först med Abba och senare med deras olika projekt. Han har även medverkat som trummis i Melodifestivalens orkester under ledning av Curt Eric Holmqvist och Anders Berglund 1984, 1987, 1990, 1993, 1994, 1997, 2000.
År 1990 fick han en Grammis, juryns specialpris med motiveringen: "Till en musiker som genom personlig och professionell taktfasthet, sätter sin prägel på det mesta av det bästa inom svenskt musikliv".
2018 mottog han Kungliga Musikaliska Akademiens medalj för tonkonstens främjande. År 2019 tilldelades Lindvall Musikerförbundets hederspris, Studioräven.
2021 fick han Sollentuna kommuns kulturpris. 

## Artistsamarbete (urval)
- Abba[5]
- A-ha[5]
- Stevie Wonder
- Benjamin Ingrosso
- Agnetha Fältskog
- Niklas Strömstedt
- Ted Gärdestad
- Laleh
- Carola Häggkvist
- Josefin Nilsson
- Sanne Salomonsen
- Björn Skifs
- Tomas Ledin
- Magnus Uggla
- Sarah Dawn Finer
- Uno Svenningsson
- Nordman
- Lena Philipsson

### Fotnoter
1. ↑  Sveriges befolkning 1990, CD-ROM, Version 1.00, Riksarkivet (2011)
2. ↑  ”Vinnare hederspriset”. Grammis. Arkiverad från originalet den 1 juni 2017. https://web.archive.org/web/20170601145636/http://grammis.se/vinnare-hederspriset/vinnare-ovriga-priser/. Läst 23 januari 2019.
3. ↑  ”Årets medaljörer”. Kungliga musikaliska akademin. 4 december 2018. http://musakad.se/nyheter/nyheter/aretsmedaljorer.2527.html. Läst 23 januari 2019.
4. ↑  ”Studioräven 2019 går till Mike Watson och Per Lindvall”. Musikerförbundet. 14 januari 2019. Arkiverad från originalet den 23 januari 2019. https://web.archive.org/web/20190123142811/http://news.cision.com/se/musikerforbundet/r/studioraven-2019-gar-till-mike-watson-och-per-lindvall,c2702447. Läst 23 januari 2019.
5. 1 2  Trummisen Per Lindvall: Jag spelar fortfarande trummor åt personerna i ABBA Nyheter P4 Radio Stockholm 29 april 2013